# بيريليوم
البيريليوم هو عنصر كيميائي رمزه Be وعدده الذرّي 4. يقع البيريليوم في الجدول الدوري ضمن عناصر الدورة الثانية، وفي المجموعة الثانية على رأس الفلزّات القلويّة الترابيّة، وهو عنصر ثنائي التكافؤ وسام. إنّ وفرة هذا العنصر في الكون قليلة، وذلك بسبب قصر عمر تشكّله في النجوم، أمّا على سطح الأرض، فغالباً ما يوجد مرتبطاً مع عناصر أخرى على شكل معادن مختلفة. من الأمثلة على الأحجار الكريمة الحاوية على البيريليوم في تركيبها كلّ من البيريل (الزمرّد الأخضر أو الأزرق) وكريسوبيريل.
يوجد عنصر البيريليوم بشكله الحرّ على شكل فلزّ صلب، وله لون رمادي قريب للون الفولاذ، لكنّه خفيف وهشّ. بسبب خواصه المميّزة من حيث انخفاض الكثافة والعدد الذرّي، فإنّ له تطبيقات في مجال أبحاث الأشعّة والطاقة النوويّة، كما يستعمل البيريليوم بكثرة في تركيب السبائك المختلفة، والتي تستخدم في العديد من التطبيقات الهندسيّة والتقنيّة.

## التاريخ

### الاكتشاف وأصل التسمية

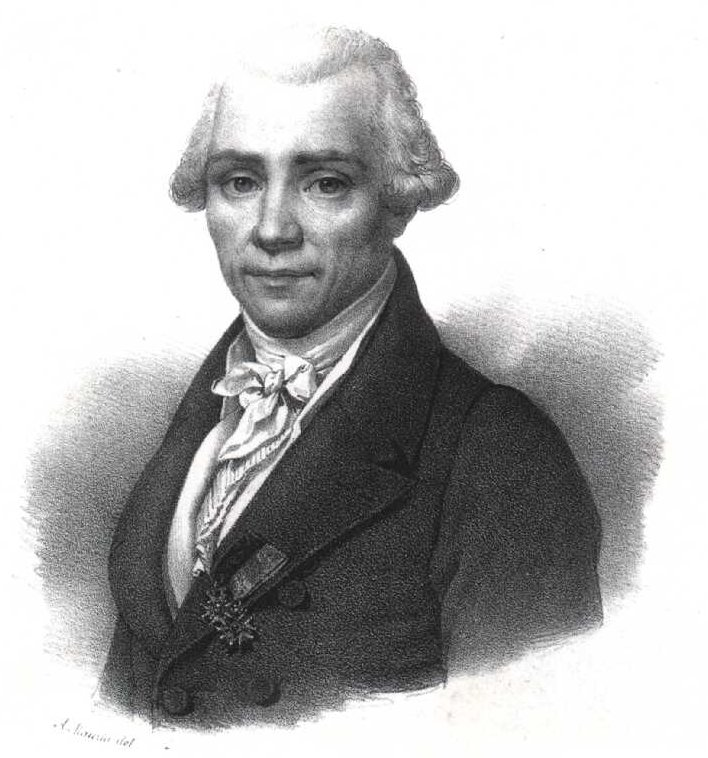
لوي نيكولا فوكلان، مكتشف البيريليوم

عُرف معدن البيريل، الحاوي على عنصر البيريليوم، واستعمل منذ عهد البطالمة في مصر القديمة. وفي القرن الأوّل الميلادي ذكر عالم الطبيعة في العهد الروماني بلينيوس الأكبر في موسوعته التاريخ الطبيعي أنّ الزمرّد والبيريل متشابهان. وفي منشور Papyrus Graecus Holmiensis، المكتوب بالإغريقيّة، والذي يعود إلى القرن الرابع الميلادي، هناك وصفات تذكر فيها كيفيّة تصنيع الزمرّد والبيريل الصناعي.

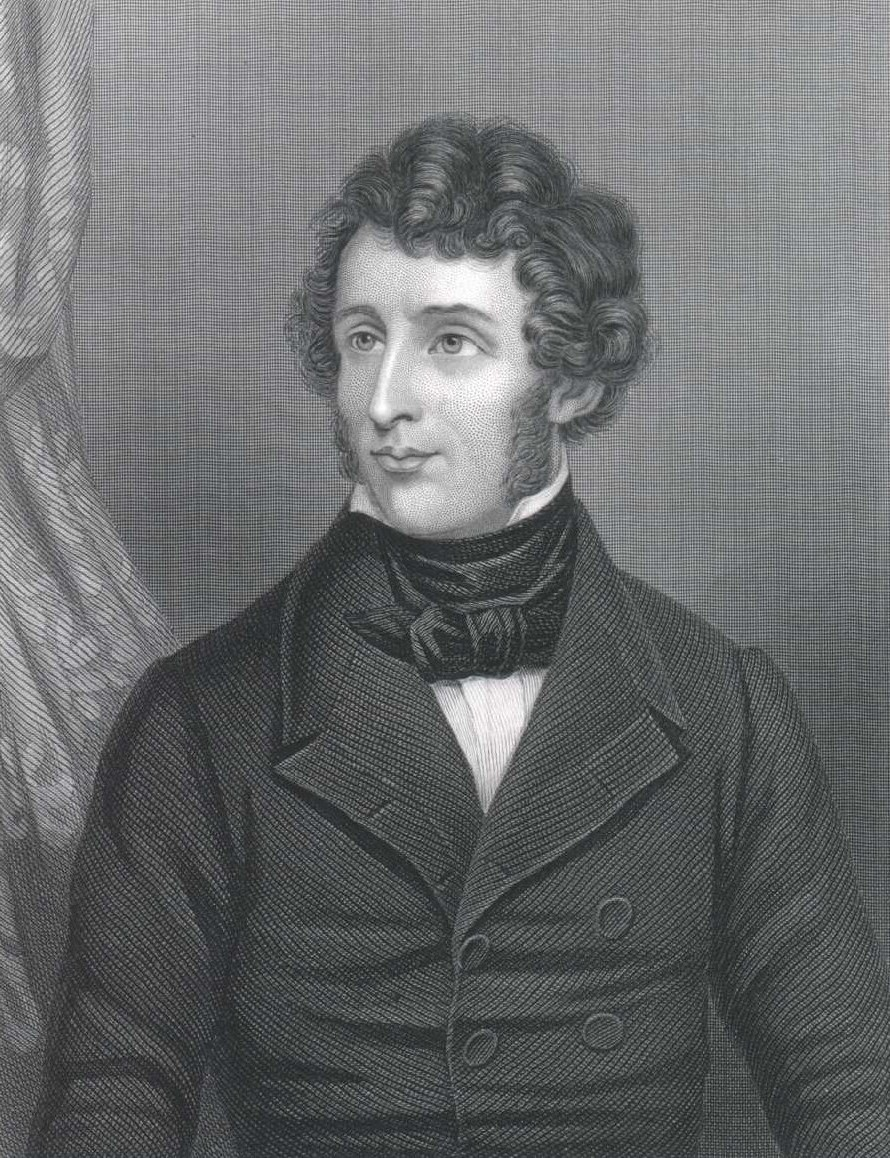
فريدرش فولر، من أوائل من عزل عنصر البيريليوم.

أظهرت التحاليل الأوليّة، والتي قام بها عدّة باحثين مثل مارتن كلابروت وتوربرن برغمان وفرانس كارل أخارد وغيرهم، أنّ للزمرّد والبيريل نفس تركيب العناصر، لكنّهم توصّلوا بشكل خاطئ أنّ التركيب هو سيليكات الألومنيوم. قام عالم المعادن رينيه جست أيوي أثناء بحثه باكتشاف أنّ البلّورتين لهما نفس البنية الهندسية، وسأل الكيميائي لوي نيكولا فوكلان أن يقوم بتحليل كيميائي للمادّتين. في عام 1798، وفي نشرة قُرأت أمام معهد فرنسا، صرّح فوكلان بأنّه وجد عنصراً أرضيّاً جديداً من خلال إذابة هيدروكسيد الألومنيوم المستحصل من الزمرّد والبيريل في فائض من القلوي. أسمى محرّرو المنشور العلمي Annales de Chimie et de Physique العنصر الجديد باسم "غلوسين glucine" من الإغريقية γλυχυς بمعنى حلو، وذلك للإشارة إلى المذاق الحلو لبعض مركّبات ذلك العنصر الجديد. بالمقابل، فضّل كلابروت تسميته بيريلينا beryllina، خاصّة أن الإتريوم يشكّل أيضاً أملاح حلوة المذاق. تجدر الإشارة إلى أنّ العنصر بقي يسمّى في فرنسا باسم مشتق من تسمية فوكلان وهي غلوسينيوم Glucinium حتّى سنة 1957، حيث كان يرمز له بالرمز "Gl", أمّا اسم البيريليوم فقد استعمل لأول مرّة من قبل فريدرش فولر سنة 1828، لكنّ هناك من يشير إلى أن تسمية البيريليوم كانت مقترحة من طرف كلابروت قبل ذلك.
قام كل من فريدرش فولر  و أنطوان بوسي ، وبشكل منفصل، بعزل عنصر البيريليوم، حيث قام فولر، وباستخدام مصباح من الكحول، بتسخين طبقات من البوتاسيوم وكلوريد البيريليوم في بوتقة مغلقة من البلاتين. يحدث تفاعل بين المادتين نتيجة لذلك بحيث تصبح البوتقة ساخنة جرّاء ذلك. عند التبريد وغسل المسحوق الرمادي-الأسود الناتج، لاحظ فولر وجود قطع صغيرة لها بريق فلزّي، وعرف أنّها تعود إلى عنصر البيريليوم. كان البوتاسيوم ذو النشاط الكيميائي الكبير والمستخدم في التفاعل المذكور قد حصل عليه من التحليل الكهربائي لمركّباته. على الرغم من ذلك، فإنّ العمليّة الكيميائيّة المذكورة في تحضير البيريليوم لم تنتج سوى حبيبات صغيرة، بحيث كان من الصعب سبكه أو صبّه.

### الإنتاج والتطبيقات
قام بول لوبو عام 1898 بإجراء عملية تحليل كهربائي لمزيج منصهر من فلوريد البيريليوم مع فلوريد الصوديوم، مما أدّى إلى الحصول على أول عيّنة صافية من البيريليوم (99.5 إلى 99.8%). جرى في أوائل القرن العشرين محاولات لإنتاج البيريليوم من التفكّك الحراري لمركّب يوديد البيريليوم، وذلك على غرار النتائج الناجحة لعمليّات مشابهة لإنتاج الزركونيوم، إلّا أنّ هذه العملية لم تكن اقتصاديّة. إنّ أوّل عمليّة تجاريّة ناجحة لإنتاج البيريليوم طوّرت سنة 1932 من قبل ألفرد شتوك وهانز غولدشميت. تضمّنت العمليّة إجراء تحليل كهربائي لمزيج من فلوريد البيريليوم مع الباريوم، والذي يسبّب تجمّع البيريليوم المنصهر على سطح مهبط الحديد المبرّد بالماء.
قذفت عيّنة من البيريليوم بجسيمات ألفا الصادرة عن اضمحلال الراديوم وذلك في تجربة قام بها جيمس تشادويك سنة 1932، والتي أظهر فيها وجود النيوترونات.
ازداد إنتاج البيريليوم بشكل كبير خلال الحرب العالميّة الثانيّة، نتيجة ازدياد الطلب على سبائك نحاس-بيريليوم الصلبة، كما استخدم البيريليوم مع الفوسفور بنسب متفاوتة مع أورثوسيليكات الزنك في تركيب مصابيح التوهج من أجل إصدار لون مخضرّ. لكنّ هذا الاستخدام لم يدم طويلاً واستبدل بالفوسفور المرتبط بالهالوجينات، بعد اكتشاف أنّ البيريليوم سام.
بين عامي 1998 و 2008، تناقص إنتاج العالم من البيريليوم من 343 إلى حوالي 200 طن، من بينها 176 طن (88%) منتج في الولايات المتحدة. بلغ سعر البيريليوم في السوق الأمريكية حوالي 745 دولار أمريكي لكل كيلوغرام (338 دولار أمريكي لكل رطل) في سنة 2001.

## الوفرة الطبيعية

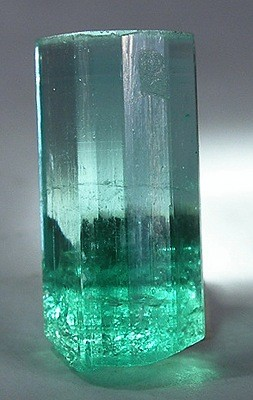
الزمرّد، أحد الأحجار الكريمة المتوفرة طبيعياً والحاوية على عنصر البيريليوم.

إنّ وفرة البيريليوم في الكون قليلة جداً، وسبب ذلك أنّ التخليق النووي للبيريليوم في النجوم قصير العمر، فعلى سبيل المثال، تبلغ نسبة Be في الشمس 0.1 جزء في البليون (ppb). بالمقابل، تتفاوت نسبة البيريليوم في القشرة الأرضيّة من 2 إلى 6 جزء في المليون، وذلك حسب المكان. وسطياً تبلغ هذه النسبة 5.3 جزء في المليون، وهو يقع بذلك في المركز 48 من حيث وفرة العناصر الكيميائية في الغلاف الأرضي.
يوجد البيريليوم في أكثر من 100 معدن، لكنّ أغلبها نزير ونادر. إن أكثر معادن البيريليوم شيوعاً هو بيرترانديت Be4Si2O7(OH)2 و بيريل Al2Be3Si6O18 و كريسوبيريل Al2BeO4 و فيناكيت Be2SiO4. هناك عدّة أحجار كريمة حاوية على عنصر البيريليوم في تركيبها مثل الزمرّد وأكوامارين (الزمرّد الأزرق) أو البيريل الأحمر (الزمرّد الأحمر)، بالإضافة إلى الأوكلاز والغادولينيت.
توجد الخامات الرئيسيّة للبيريليوم وهي البيريل والبيرترانديت متوزّعة في كل من الأرجنتين والبرازيل والهند ومدغشقر والصين وروسيا والولايات المتحدة الأمريكية. إنّ الاحتياطي العالمي الإجمالي من خامة البيريليوم يبلغ أكثر من 400 ألف طن.

## الإنتاج

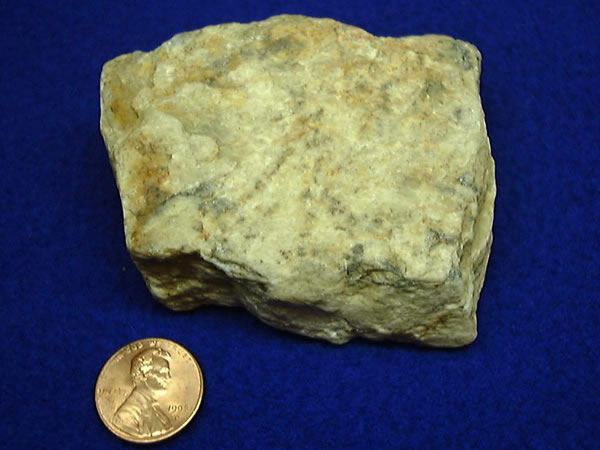
خامة للبيريليوم

إنّ استخلاص البيريليوم من مركّباته صعب، وذلك نتيجة الإلفة الكبيرة للأكسجين عند درجات حرارة مرتفعة، ولقدرته على اختزال الماء عندما تزال طبقة الأكسيد المتشكّلة على سطحه. يستخلص البيريليوم عادةً من معدن البيريل، وذلك إمّا بإجراء عمليّة تلبيد باستخدام عامل استخلاص، أو بإجراء عمليّة صهر للمعدن.
تتضمّن عمليّة التلبيد مزج البيريل مع فلوروسيليكات الصوديوم والصودا عند 770 °س ليشكّل فلوروبيريلات الصوديوم مع أكسيد الألومنيوم وثنائي أكسيد السيليكون. يترسّب هيدروكسيد البيريليوم من المحلول المائي الحاوي على فلوروبيريلات الصوديوم وهيدروكسيد الصوديوم. من جهة أخرى، فإنّ استخلاص البيريليوم بإجراء عملية الصهر تتضمّن طحن معدن البيريل حتى يصبح على شكل مسحوق، ومن ثمّ تسخينه إلى درجات حرارة تصل إلى 1650 °س. يبرّد المصهور بشكل سريع بالماء ومن ثمّ يعاد تسخينه إلى درجات حرارة بين 250 و 350 °س وذلك في وسط من حمض الكبريتيك المركّز، ممّا يعطي كبريتات البيريليوم وكبريتات الألومنيوم. يضاف الأمونياك بعد ذلك من أجل إزالة أملاح الألومنيوم والكبريت، حيث ينفصل الألومنيوم على شكل ملح شب الأمونيوم NH4Al(SO4)2.12H2O قليل الانحلال، ويبقى البيريليوم على شكل هيدروكسيد.
يحوّل هيدروكسيد البيريليوم، والذي ينتج سواءً بالتلبيد أو الصهر، إلى فلوريد البيريليوم وذلك بإضافة محلول بيفلوريد الأمونيوم المائي إلى هيدروكسيد البيريليوم فيترسّب رباعي فلوروبيريلات الأمونيوم، والذي يسخّن إلى حوالي 1000 °س ليعطي فلوريد البيريليوم. بعد ذلك يسخّن الفلوريد الناتج مع فلز المغنسيوم إلى 900 °س لنحصل على مسحوق من فلز البيريليوم، ويعطي التسخين الإضافي إلى 1300 °س الفلز بشكل مضغوط.
{\displaystyle \mathrm {BeF_{2}+Mg\ {\xrightarrow {900^{\circ }C}}\ MgF_{2}+Be} }
يمكن الحصول على فلز البيريليوم بطريقة أخرى وذلك بتسخين هيدروكسيد البيريليوم حتّى نحصل على أكسيد البيريليوم، والذي يفاعل مع غاز الكلور بوجود الكربون للحصول على كلوريد البيريليوم. بإجراء عمليّة تحليل كهربائي لمصهور كلوريد البيريليوم نحصل على فلز البيريليوم، حيث يتشكّل غاز الكلور على المصعد المصنوع من الغرافيت، والبيريليوم على المهبط المصنوع من النيكل.
{\displaystyle \mathrm {BeCl_{2}\ {\xrightarrow[{Electrolysis}]{405^{\circ }C}}\ Be+Cl_{2}\uparrow } }
تعدّ الولايات المتحدة الأمريكية والصين وروسيا من الدول الرائدة في الإنتاج الصناعي للبيريليوم. بلغ الإنتاج العالمي من فلزّ البيريليوم سنة 2004 حوالي 100 طن.

## النظائر
للبيريليوم نظير واحد مستقرّ وهو بيريليوم-9 9Be، لذلك فهو عنصر أحادي النظير. هناك نظائر مشعّة للبيريليوم مثل 7Be و 10Be، وهي نظائر ذات أصل كوني، توجد بشكل نادر على سطح الأرض.
ينتج النظير المشعّ بيريليوم-10 في غلاف الأرض الجوّي عن طريق تشظية الأشعّة الكونيّة للأكسجين. يميل البيريليوم للانحلال في مياه الأمطار المتشكّلة في طبقات الجو العليا وينزل معها إلى سطح الأرض، حيث يتجمّع في الطبقات السطحية للتربة. إنّ طول عمر النصف الإشعاعي لهذا النظير (1.36 مليون سنة)، يسمح له بالتواجد لفترة طويلة قبل اضمحلاله الإشعاعي إلى البورون-10. إنّ تحليل أثر النظير المشعّ بيريليوم-10 10Be له أهميّة في مجال الجيولوجيا وعلم المناخ، ومن أحد هذه التطبيقات الهامّة الاستخدام في التأريخ الإشعاعي للصخور. كما تستخدم فحوص تركيز النظير 10Be نواتج اضمحلاله الإشعاعي لدراسة تكوّن التربة الغضارية وتعريتها، بالإضافة إلى تشكّل تربة اللاتيريت الصلصاليّة الحمراء. يبدي تركيز 10Be في الأرض علاقة مع نسبة الأشعّة الكونيّة الظاهرة في الأرض، والتي بدورها تكون متعلّقة بشدّة المغناطيسيّة الأرضيّة والنشاط الشمسي. إنّ تركيز البيريليوم-10 متناسب عكساً مع النشاط الشمسي، لأنّ ازدياد الرياح الشمسيّة خلال فترات النشاط الشمسي العالي يؤدّي إلى تناقص تدفّق الأشعّة الكونيّة التي تصل إلى كوكب الأرض. إنّ تحليل نسبة 10Be في العيّنات اللبّيّة الجليديّة يعطي دلالة على العلاقة بين النشاط الشمسي والاحترار العالمي على مدى آلاف السنين، وذلك لكون 10Be محتجزاً مع غازات الغلاف الجوّي المتبقيّة ضمن العيّنة. بما أنّ وجود النظير المشعّ 10Be يكون مفضّلاً في المسطّحات الضبوبيّة (إيروسول: مستعلقات صلبة وسائلة في الهواء)، فإنّ هناك تناسباً بين تركيز 10Be وهذه المستعلقات في الجوّ. يكون التركيز مرتفعاً في الأوقات الدافئة من السنة، ومنخفضاً في الأوقات الباردة. يتشكّل النظير 10Be أثناء الانفجارات النوويّة من تفاعل النيوترونات السريعة مع 13C في الهواء. يستخدم هذا الأمر كمؤشّر على حدوث أنشطة سابقة في مواقع اختبار الأسلحة النووية.
يلعب النظير المشعّ قصير العمر 8Be (عمر النصف له يبلغ حوالي 7×10−17 ثانية) دوراً مهمّاً في تخليق العناصر في عمليّة ألفا الثلاثيّة في الأجرام السماويّة. إن حقيقة كون النظير 8Be غير مستقر له نتائج كونيّة مهمّة، لأنّه يعني أنّ العناصر الأثقل من البيريليوم لا يمكن أن تكون قد تكوّنت بالاندماج النووي في الانفجار العظيم. يعود ذلك إلى عدم وجود وقتٍ كافٍ لحدوث تخليق للعناصر لإنتاج الكربون من اندماج نوى الهيليوم 4He حيث أن التركيز المتوفّر من بيريليوم-8 أثناء الانفجار العظيم قليل جدّاً. بالمقابل، فإنّ الأمر يختلف في النجوم المتشكّلة بعد الاتفجار العظيم، حيث أنّ مستويات الطاقة لكل من 8Be و 12C تسمح بإنتاج الكربون في عمليّة ألفا الثلاثيّة في النجوم التي يكون وقودها من الهيليوم، وذلك لتوفّر الوقت الكافي لذلك.
إنّ النظير 7Be هو نظير مشعّ له أصل كوني، ويبلغ عمر النصف له 53 يوماً. هناك علاقة بين وفرة هذا النظير في الغلاف الجوّي مع الكلف الشمسي، وذلك مثل النظير 10Be. يبدي هذا النظير خاصّيّة مميّزة، وهي أنّه عندما يضمحلّ عن طريق اصطياد إلكترون، فإنّه يفعل ذلك بأخذ إلكترونات من المدار الذرّي المساهم في الارتباط، ممّا يجعل معدّل اضمحلاله معتمداً إلى حدٍّ ما على التشكيل الإلكتروني، وهي ظاهرة نادرة الحدوث في الاضمحلال النووي.
في سنة 2008، وجد ضمن الأبحاث في الفيزياء النوويّة أنّ للنظير بيريليوم-11 11Be خاصّيّة مميّزة، وهي أنّ نواته تتألّف من جذع أساسي ومن مجموعة نيوترونات مرتبطة بشكل غير قوي. تدعى هذه الظاهرة باسم نواة هالو. إنّ ترتيب نواة النظير 14Be من النمط هالو أيضاً.

## الخواص الفيزيائيّة

### العامّة
البيريليوم فلز له لون رمادي فولاذي، وهو صلب لكنّه هشّ، وله بنية بلّوريّة متراصّة حسب النظام البلّوري السداسي. للبيريليوم إحدى أعلى درجات الانصهار بين الفلزّات الخفيفة، كما أنّ له جساءة كبيرة جداً، حيث أنّ معامل المرونة الطولي (معامل يونغ) له يبلغ 287 غيغاباسكال، وهو بذلك أكبر بحوالي الثلث من قيمته للفولاذ، كما أنّ تخميد الاهتزازات لديه مرتفع. إنّ اجتماع خاصيّة كبر معامل المرونة مع انخفاض الكثافة النسبيّة تؤديان إلى ارتفاع انتقال الصوت في البيريليوم، والتي تبلغ 12.9 كم/ثا عند الظروف القياسيّة.
من الخواص الأخرى المميّزة للبيريليوم هي ارتفاع قيمة السعة الحراريّة النوعيّة (1825 جول.كغ−1.كلفن−1) والناقليّة الحراريّة (216 واط.متر−1.كلفن−1)، والتي تجعل البيريليوم من أكثر الفلزّات التي لها تبدّد حراري وذلك لكل وحدة وزن. بالإضافة إلى ذلك، فإنّ قيمة معامل التمدّد الحراري الخطّي (11.4×10−6 كلفن−1) منخفضة. كلّ هذه الخواص مجتمعة تجعل للبيريليوم ثباتيّة مميّزة عند شروط الحمل الحراري.
للبيريليوم قيمة منخفضة جدّاً من نسبة بواسون µ تبلغ 0.032، وذلك بالمقارنة مع فلزّات عناصر أخرى مثل الكروم (0.21) والذهب والرصاص والثاليوم (لها قيم µ تتراوح بين 0.44 و 0.45).

### النوويّة

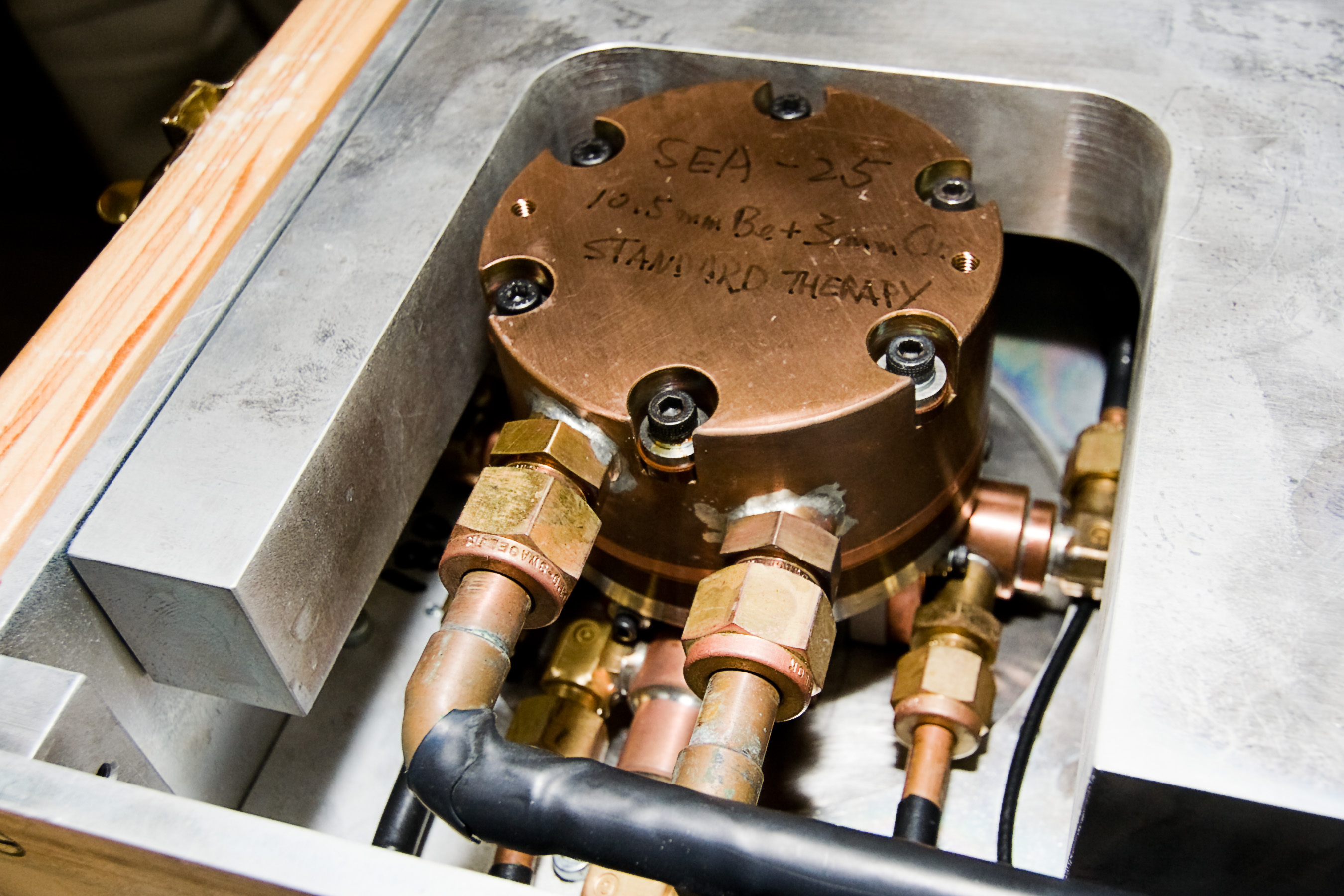
وحدة بيريليوم مبرّدة بالماء ضمن جهاز لتوليد النيوترونات.

إنّ البيريليوم المتوفّر طبيعيّاً، عدا بعض النسب الضئيلة من نظائر أخرى، عبارة عن بيريليوم-9، والذي له لف مغزلي مقداره 3⁄2. يمتاز البيريليوم بأنّ قيمة المقطع العرضي للتبعثر بالنسبة للنيوترونات عالية الطاقة كبيرة تصل إلى 6 بارن، وذلك من أجل طاقات أعلى من 10 كيلو إلكترون فولت. من أجل ذلك، يستخدم كعاكس وكمهدّئ للنيوترونات، وذلك بشكل تصل فيه طاقة النيوترون الحراريّة أقل من 0.03 إلكترون فولت.
يخضع النظير الابتدائي بيريليوم-9 إلى التفاعل النيوتروني (n,2n)، وذلك للنيوترونات ذات الطاقة الأعلى من 1.9 ميفا إلكترون فولت، ليعطي النظير بيريليوم-8، والذي يتفكّك مباشرةً إلى جسيمتي ألفا. بالتالي، فإنّه بالنسبة للنيوترونات ذات الطاقة العالية فإنّ البيريليوم يصبح مضاعِف للنيوترونات، أي أنّه يعطي نيوترونات أكثر من التي يمتصّها. يكون التفاعل النووي كالتالي:
{\displaystyle \mathrm {{}_{4}^{9}Be+{}_{0}^{1}n\to 2\ {}_{2}^{4}He+2\ {}_{0}^{1}n} }
تتحرّر النيوترونات من البيريليوم عندما تقذف نواته بجسيمات ألفا عالية الطاقة. وذلك حسب التفاعل النووي:
{\displaystyle \mathrm {{}_{4}^{9}Be+{}_{2}^{4}\alpha \to {}^{1}{}_{6}^{2}C+{}_{0}^{1}n} }
لذلك يعتبر البيريليوم مكوّناً رئيسيّاً للحصول على النيوترونات الحرّة في أجهزة المصادر النيوترونية من خلال التفاعلات النووية العاملة بالنظائر المشعّة.
نظراً أنّ هناك أربعة إلكترونات فقط لكلّ ذرّة، فإنّ البيريليوم شفّاف بالنسبة لأغلب أطوال أمواج الأشعّة السينيّة وأشعة غاما.

## الخواص الكيميائيّة
إنّ الخواص الكيميائيّة للبيريليوم هي نتيجة لصغر نصف قطره الذرّي والأيوني. بالتالي، فإنّ للبيريليوم طاقة تأيّن مرتفعة جدّاً، كما أنّ أغلب مركّباته الكيميائيّة تكون تساهميّة. كيميائيّاً، يشبه البيريليوم عنصر الألومنيوم بعلاقة قطريّة أكثر من مجاوريه من العناصر في الجدول الدوري، وذلك لتشابه نسبة الشحنة-إلى-نصف القطر.
عند درجة حرارة الغرفة، فإنّ البيريليوم لا يتأثّر بالتماس مع الهواء الجاف، وذلك بسبب تشكّل طبقة من الأكسيد على سطح الفلزّ، والتي تقوم بدور مخمّل. عند التسخين إلى درجات حرارة أعلى من 1000 °س يبدأ تفاعل الفلز مع الهواء. عند إحراقه، يشتعل البيريليوم بلهب ساطع مشكّلاً مزيجاً من أكسيد ونتريد البيريليوم.
بسلوك مشابه لفلز الألومنيوم، ينحلّ البيريليوم بسهولة في الأحماض غير المؤكسدة، في حين أنّ الأحماض المؤكسدة تشكّل طبقة الأكسيد العازلة، لذلك فإنّ طبقة الأكسيد على سطح فلز البيريليوم تقاوم تأثير حمض النتريك المركّز البارد، لكنّها تنحلّ بسرعة بتأثير حمض الهيدروكلوريك (حمض كلور الماء). بالتماس مع الهواء الرطب، تتشكّل طبقة إضافيّة من الهيدروكسيد، والتي تتشكّل أيضاً عند التماس مع الماء. عند درجات حرارة عالية، فإنّ مقاومة التآكل في الأوساط المائيّة تكون متعلّقة بوجود شوائب في الفلزّ، وحسب الوسط الموجود فيه الفلزّ، بالإضافة إلى إمكانيّة حدوث تآكل نخري. بالمقابل، فإنّ المحاليل القلويّة تهاجم البيريليوم حيث تتشكّل أملاح البيريلات BeO2−2.
حسب التوزيع الإلكتروني للبيريليوم He] 2s2] فإنّ لديه إلكتروني تكافؤ، واللذان يمنحانه حالة الأكسدة +2، وبالتالي إمكانيّة تشكيل رابطتين تساهميّتين، بذلك يميل البيريليوم إلى الحصول على العدد التساندي 4. على سبيل المثال، يستطيع Be أن يشكّل سلاسل طويلة بوليمريّة في مركّباته مع الهالوجينات مثل فلوريد وكلوريد البيريليوم.
يستفاد من هذه الخاصّيّة في التقنيّات التحليليّة التي تستخدم ثنائي أمين الإيثيلين رباعي حمض الخليك (EDTA) كربيطة. إنّ EDTA يفضّل تكوين معقّدات تسانديّة لها بنية جزيئيّة ثمانيّة السطوح مثل أيون الألومنيوم 3+Al، لذلك فإنّه، على سبيل المثال، يضاف للتنقية من أجل فصل أيونات الألومنيوم عن البيريليوم في عمليّات استخلاص سائل-سائل أثناء تشكيل معقّدات البيريليوم مع أسيتيل الأسيتون.

### المركّبات الكيميائيّة
إنّ محاليل أملاح البيريليوم مثل كبريتات البيريليوم ونترات البيريليوم لها صفة حمضيّة، وذلك بسبب حلمهة أيون 2+[Be(H2O)4]
{\displaystyle [Be(H_{2}O)_{4}]^{2+}\ +\ H_{2}O\rightleftharpoons \ [Be(H_{2}O)_{3}(OH)]^{+}\ +\ H_{3}O^{+}}
من النواتج الأخرى للحلمهة هناك الأيون 3+[Be3(OH)3(H2O)6].

بنية فلوريد البيريليوم

يشكّل البيريليوم مركّبات كيميائيّة مع العديد من اللافلزّات. على سبيل المثال، يعرف للبيريليوم الهاليدات اللامائيّة. إنّ لفلوريد البيريليوم BeF2 بنية شبيهة ببنية السيليكا بوجود رباعيّات سطوح من BeF4 مشتركة بالزوايا، في حين أنّ كلوريد البيريليوم BeCl2 وبروميد البيريليوم لها بنية خطّيّة من رباعيّات سطوح مشتركة بالسطح. في الحالة الغازيّة، تكون جميع هاليدات البيريليوم ذات بنية جزيئيّة أحاديّة، وليس على شكل سلاسل بوليمريّة. إنّ فلوريد البيريليوم مختلف عن باقي فلوريدات الفلزّات القلويّة الترابيّة، وذلك بسبب أنّ البيريليوم يميل إلى تشكيل مركّبات تساهميّة، فلا يكون للفلوريد تلك الصفة الأيونيّة القويّة التي تكون موجودة عادةً في مركّباته. تبرز الصفة التساهميّة لمركّب BeF2 في ضعف الناقليّة الكهربائيّة لفلوريد البيريليوم في محاليله المائيّة أو في مصهوره.
يكون أكسيد البيريليوم BeO على شكل مادّة صلبة بيضاء، وهي مادّة حراريّة لها بنية مشابهة للبنية البلّوريّة لمركّب كبريتيد الزنك (بنية الفورتزيت)، وهو أكسيد مذبذب. لا ينحلّ هيدروكسيد البيريليوم Be(OH)2 في الأوساط الحمضيّة الضعيفة، وينحلّ بشكل جيّد في الأوساط القلويّة. يعطي تفاعل Be(OH)2 مع الأحماض القويّة أملاح البيريليوم الموافقة. إنّ أملاح كبريتيد وتيلوريد البيريليوم معروفة، وجميعها لها بنية حسب النظام البلّوري المكعّب. من المركّبات المعروفة أيضاً للبيريليوم كلّ من أزيد البيريليوم BeN6 و فوسفيد البيريليوم Be3P2، بالإضافة إلى عدد من مركّبات البوريدات مثل Be5B و Be4B و Be2B و BeB2 و BeB6 و BeB12. بالمقابل، لا يعرف مركّب السيليسيد للبيريليوم.
إنّ نتريد البيريليوم Be3N2 هو مركّب له نقطة انصهار مرتفعة، وهو يتحلمه بسهولة. تكون بنية نترات البيريليوم القاعديّة مشابهة لبنية أسيتات البيريليوم القاعدية وذلك على شكل رباعيّات سطوح تكون فيها أربع ذرّات بيريليوم متساندة إلى أيون أكسيد مركزي. إنّ كربيد البيريليوم عبارة عن مادّة حراريّة، لها لون أحمر آجرّي، تتفاعل مع الماء لتعطي غاز الميثان.

## الاستخدامات

### نوافذ أجهزة الأشعّة

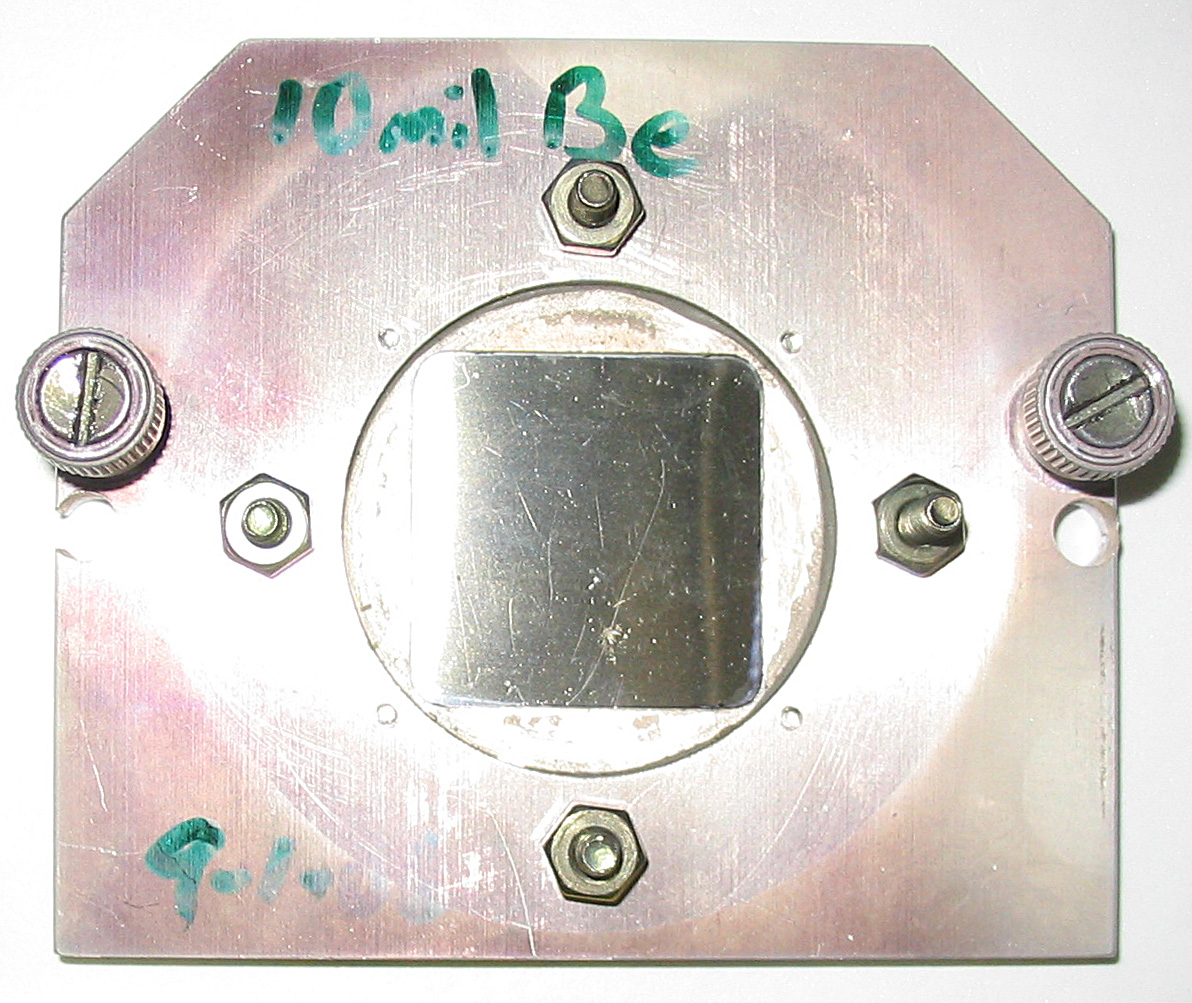
صفيحة بيريليوم رقيقة موضوعة ضمن إطار فولاذي، والتي تخدم كنافذة بين مجهر الأشعة السينية وحجرة التخلية (التفريغ)، حيث أنّ البيريليوم شفّاف تجاه الأشعّة السينيّة.

نظراً لانخفاض العدد الذرّي للبيريليوم، فإنّ له امتصاص ضعيف جدّاً للأشعّة السينيّة، لذلك يستعمل في تصنيع نوافذ أنابيب الأشعّة السينيّة، حيث يعدّ هذا التطبيق من أهمّ استخدامات فلزّ البيريليوم. يجب مراعاة استخدام نقاوة عالية من البيريليوم من أجل تجنّب حدوث تأثيرات على صورة الأشعّة الناتجة، كما تستخدم صفائح رقيقة من أجل هذا الغرض، والتي تسهم في التخفيف من الآثار الحراريّة الناتجة عن الأشعّة ذات الشدّة العالية والطاقة المنخفضة المميّزة لإشعاع المسرّعات الدورانيّة التزامنيّة. لا يقتصر الأمر على تصنيع النوافذ، حيث أنّ أنابيب الأشعّة في المسرّع الدوراني التزامني وحوامل العيّنات في مطيافية تشتّت الطاقة بالأشعّة السينية تصنع من البيريليوم.
يعدّ البيريليوم شفّافاً أيضاً تجاه الجسيمات الأوّليّة عالية الطاقة، لذلك يستخدم في بناء خط الأشعّة حول منطقة التصادم، وذلك في مجال تجهيزات فيزياء الجسيمات مثل تجارب المكاشيف الأربع الرئيسيّة في مصادم الهدرونات الكبير. إنّ انخفاض كثافة البيريليوم تسمح لنواتج الاصطدام أن تصل إلى المكشاف دون حدوث تآثرات كبيرة، كما أن جساءته تسمح بتطبيق تخلية (تفريغ) قوي داخل الأنبوب للتقليل من حدوث تآثر مع الغازات، بالإضافة إلى ثباتيّته الحراريّة، والتي تسمح بأداء المهام بشكل صحيح عند درجات حرارة تزيد بضع درجات عن الصفر المطلق، وإلى خواصه المغناطيسيّة المعاكسة، والتي تمنع من حدوث تداخل مع أنظمة المغناطيس متعدّد الأقطاب المعقّدة، والتي تستخدم من أجل توجيه وتركيز فيض الجسيمات.

### تطبيقات ميكانيكيّة
بسبب جساءة وصلادة البيريليوم وذلك بالاقتران مع خفّة الوزن والثباتيّة الحراريّة في مجال واسع من درجة الحرارة، يدخل فلزّ البيريليوم في تركيب المكوّنات البنائيّة خفيفة الوزن في الصناعات العسكريّة والفضائيّة وذلك لتجهيز المعدّات في المركبات الجوّيّة عالية السرعة وفي الصواريخ الموجّهة والمركبات الفضائيّة والأقمار الاصطناعيّة. هناك العديد من الصواريخ ذات الوقود السائل والتي استخدم فيها البيريليوم النقي من أجل تصنيع فوّهة المحرّك الصاروخي. لقد اقترح استعمال مسحوق البيريليوم نفسه كوقود للصواريخ، إلّا أنّ هذا الاقتراح لم ير النور في المجال التطبيقي.
استعمل البيريليوم، وبشكل محدود، في صناعة هياكل الدرّاجات الهوائيّة، لكنّ ارتفاع سعرها حدّ من انتشارها. بين عامي 1998 و 2000 قام فريق ماكلارين في سباقات فورمولا 1 باستخدام محرّكات مرسيدس-بنز ذات مكابس مصنوعة من سبيكة بيريليوم-ألومنيوم. حُظر استعمال محرّكات ذات مكوّنات مصنوعة من البيريليوم بعد اعتراض تقدّم به فريق فيراري.

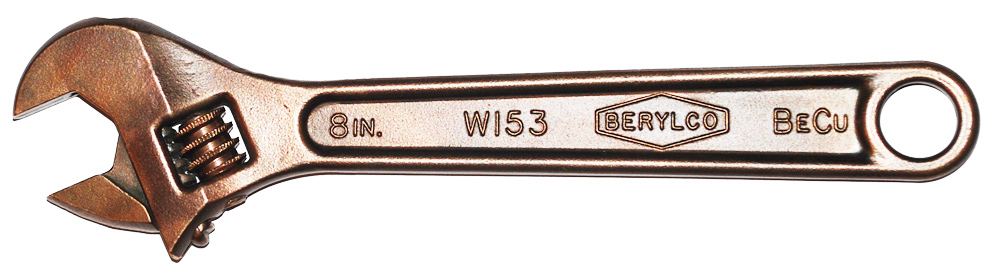
مفتاح إنجليزي مصنوع من سبيكة نحاس-بيريليوم

إنّ مزج 2.0% من البيريليوم مع النحاس يعطي سبيكة تدعى نحاس-بيريليوم، والتي هي أقوى بست مرات من النحاس وحده. تستخدم سبائك البيريليوم في العديد من التطبيقات بسبب الخواص المحسّنة التي تضيفها، مثل المرونة والناقليّة الكهربائيّة والحراريّة المرتفعة والمتانة والصلادة، بالإضافة إلى غياب الصفات المغناطيسيّة، وإظهار مقاومة للتآكل والإجهاد. مثلاً، إنّ إضافة 50 جزء في المليون من البيريليوم إلى المغنسيوم يؤدّي إلى ازدياد ملحوظ في مقاومة الأكسدة وفي التقليل من الاشتعاليّة. كما أنّ سبائك بيريليوم-ألومنيوم لها العديد من الميّزات الميكانيكيّة المهمّة.
تستخدم سبائك البيريليوم أيضاً نتيجة الجساءة المرنة في معدّات نظام الملاحة بالقصور الذاتي وفي الآليّات الداعمة للأنظمة البصرية. استخدم البيريليوم في السابق كعامل تقسية في التجهيزات المستخدمة في إزالة الطلاء من على السفن. من التطبيقات السابقة أيضاً للبيريليوم الاستخدام في صناعة مكابح الطائرات العسكريّة، نظراً لقساوته وارتفاع نقطة غليانه ولخواصّه الحراريّة، إلّا أنّه ولاعتبارات صحّية وبيئيّة فقد حدّ من استخدامه، واستبدل بمواد أخرى.

### تطبيقات مغناطيسيّة

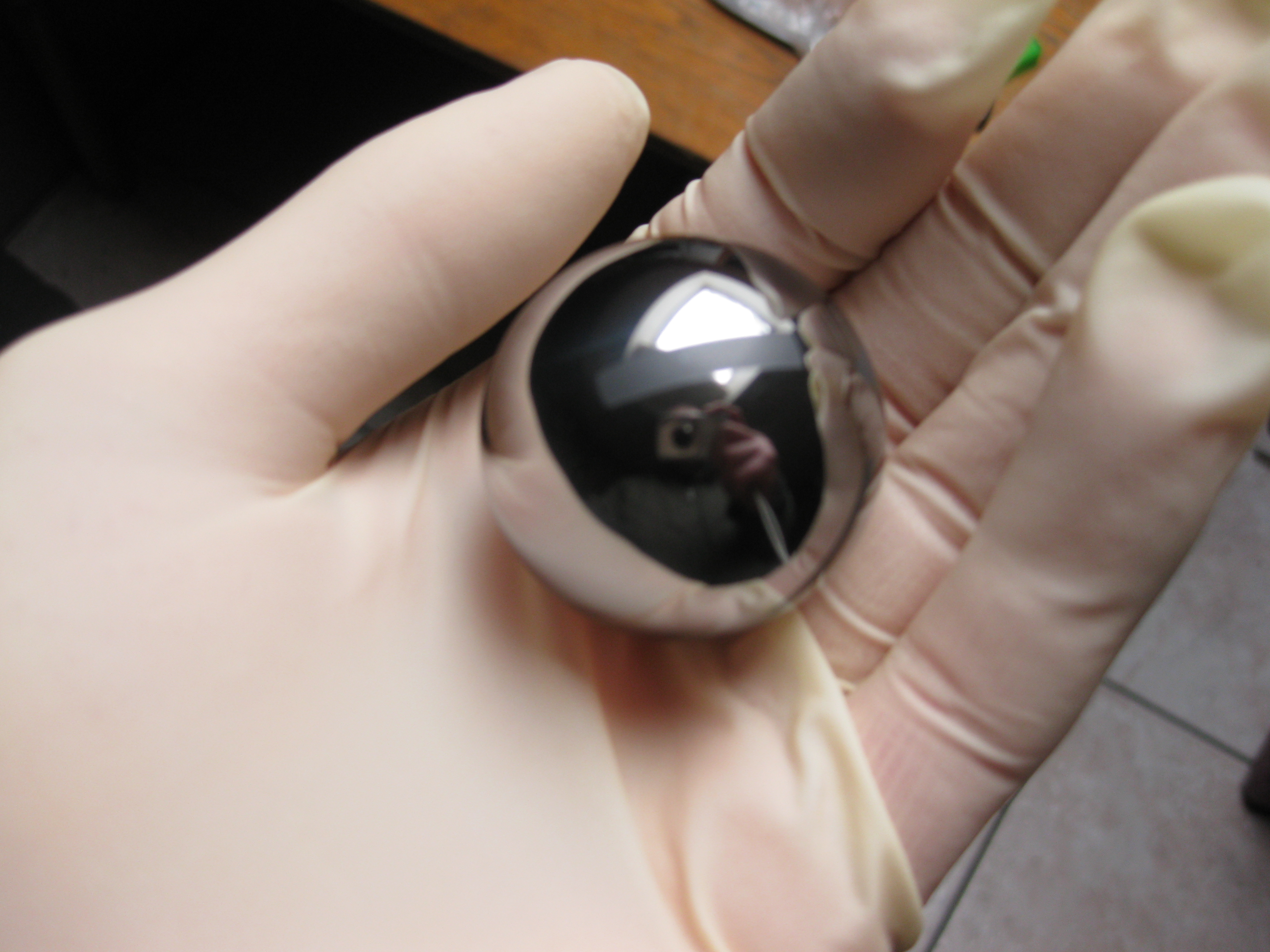
كرة من البيريليوم كأحد مكوّتات البوصلة الدوّارة.

لا توجد هناك خواص مغناطيسيّة للبيريليوم، بالتالي فإنّه يدخل في تركيب الأجهزة المستعملة في جوار أجهزة المغناطيس في تقنيّة التصوير بالرنين المغناطيسي. في مجال الاتصالات، يدخل البيريليوم في تركيب الأدوات العاملة في مجال مغناطيسي مرتفع والمستخدمة في ضبط أجهزة كليسترون والصمّامات المغناطيسيّة الإلكترونيّة وصمام الموجة الراحلة وغيرها، والتي تستخدم من أجل توليد مستويات مرتفعة من الطاقة للمموجات الصغرية (الميكرويف) في أجهزة الإرسال.

### تطبيقات نوويّة
تستخدم صفائح أو رقائق من البيريليوم في تصميم الأسلحة النوويّة وذلك كطبقة خارجيّة أخيرة للبّ المصنوع من البلوتونيوم في المراحل الأوّليّة من القنبلة الهيدروجينيّة، حيث يوضع حول المادّة الانشطاريّة. تعدّ هذه الطبقات من البيريليوم دوافع جيّدة من أجل الانفجار الداخلي للنظير بلوتونيوم-239، كما أنّها عاكسات نيوترون جيّدة، كما هو الحال في المفاعلات النوويّة المهدّأة بالبيريليوم.
يدخل البيريليوم في تركيب المصادر النيوترونيّة وذلك في بعض الأجهزة المستخدمة في المختبرات، حيث يحتاج إلى كمّيّة قليلة من النيوترونات، دون الحاجة إلى استعمال مفاعل نووي أو مولّد نيترونات عامل بواسطة معجّل جسيمات. لهذا الغرض، يقذف هدف من بيريليوم-9 بجسيمات ألفا عالية الطاقة صادرة عن نويدة مشعّة، حيث تتحوّل نواة البيريليوم إلى الكربون-12، ويتحرّر نيوترون. كانت أمثال مصادر النيوترونات المفعّلة بالبيريليوم مستخدمة في النسخ الأولى من القنابل النوويّة. يمكن استخدام مصادر للنيوترونات على أساس من البيريليوم وذلك بقذفه بأشعّة غاما وذلك للتطبيقات المخبريّة.

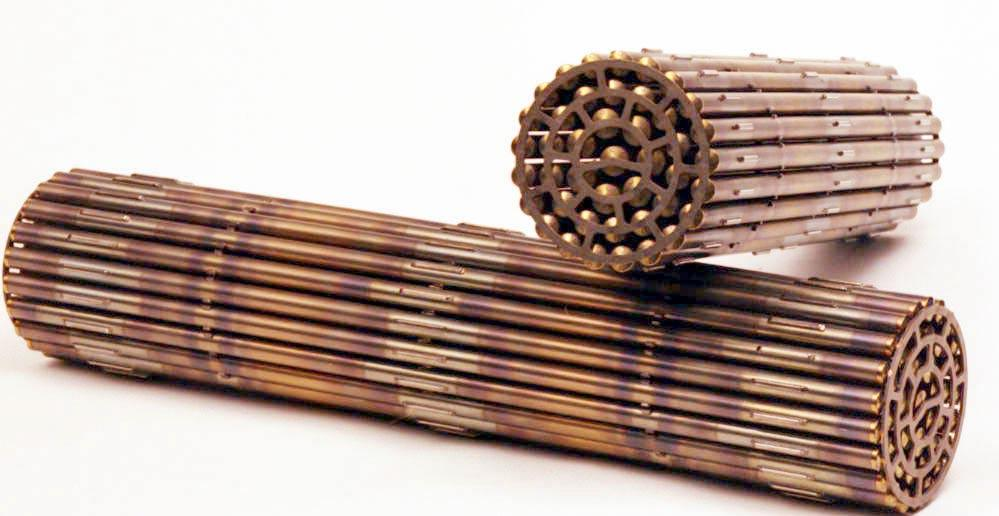
حزم وقود مستخدمة في مفاعل كندو، يدخل البيريليوم في تركيبها.

يستخدم البيريليوم أيضاً في المختبرات التي تبحث في موضوع الاندماج النووي مثل مختبر Joint European Torus في بريطانيا، وسيستخدم في المفاعل النووي الحراري التجريبي الدولي ITER في تركيب الأجهزة المواجهة للبلازما. كما اقترح استعمال البيريليوم كمادّة تغطية لقضبان الوقود النووي، وذلك لتكامل خواصه الميكانيكيّة والكيميائيّة والنوويّة. يعدّ فلوريد البيريليوم أحد مكوّنات المزيج الملحي فلوريد الليثيوم والبيريليوم (FLiBe)، والذي يستخدم كمحلّ ومهدّئ ومبرّد في العديد من تصاميم مفاعل الملح المنصهر.

### المرايا والبصريّات
إنّ للمرايا المصنوعة من البيريليوم تطبيقات لها أهمّيّة خاصّة، حيث تستعمل هذه المرايا، والتي لها ترتيب هندسي يشبه قرص العسل، في تركيب أقمار الأرصاد الجوّيّة، حيث أنّ انخفاض الوزن وطول العمر يلعب دوراً هامّاً. أعلن أنّه سينصب 18 قسم سداسي الأضلاع من البيريليوم من أجل مرايا مقراب جيمس ويب الفضائي. هذه المرايا على المقراب ستعمل في درجات حرارة منخفضة جدّاً (33 كلفن)، لذا فإنّ صنعها من صفائح البيريليوم المكسوّة بالذهب سيمكنّها من تحمّل هذه الشروط القاسية بشكل أفضل من الزجاج. ولتفس الأسباب المذكورة، فإن التجهيزات البصريّة في مقراب سبيتزر الفضائي مصنوعة بالكامل من البيريليوم.
تستخدم مرايا البيريليوم الأصغر في بناء أنظمة التحكّم بإطلاق النار في التجهيزات العسكريّة، كما هو الحال في دبّابات ليوبارد 1 وليوبارد 2 القتاليّة الألمانيّة الصنع. في هذه الأنظمة تكون سرعة الحركة العالية جدّاً أمر مهم، وهذا يتطلّب استخدام مادّة خفيفة الوزن وصلادة عالية مثل البيريليوم. عادةً ما تكسى مرايا البيريليوم بطبقة صلبة من الطلي اللاكهربائي بالنيكل من إجل إضفاء صفات بصريّة إضافيّة. على الرغم من ذلك، يستغنى عن هذه الطبقة في الاستخدامات في تقنيّات التبريد العميق، وذلك لإمكانية حدوث عدم تطابق في التمدّد الحراري، ممّا يؤدّي إلى تشقّق هذه الطبقة.

### الصوتيّات
بسبب خفّة الوزن والصلادة فإنّ البيريليوم يستخدم في صناعة المواد الداخلة في تركيب المبدّلات عالية التواتر. لكنّ هذا التطبيق غير شائع الاستخدام، ولا تطبّق إلّا في التجهيزات الاحترافيّة مرتفعة الثمن، وفي مكبّرات الصوت الخارجيّة.

### الإلكترونيّات
يعدّ البيريليوم عامل إشابة من النمط p في أشباه الموصلات، حيث يستخدم في العديد من المواد مثل زرنيخيد الغاليوم GaAs وزرنيخيد ألومنيوم غاليوم AlGaAs وزرنيخيد إنديوم غاليوم InGaAs وزرنيخيد ألومنيوم إنديوم InAlAs والتي تتشكّل بلّوراتها باستخدام تقنيّة تقيّل الحزمة الجزيئيّة (MBE). يعدّ استخدام صفائح من البيريليوم دواعم بنائيّة ممتازة من أجل لوحات الدارات المطبوعة في تقانة التركيب السطحي. في التطبيقات الإلكترونيّة الحرجة، فإنّ البيريليوم يعمل أيضاً كمشتّت حراري. يتطلّب هذا الاستخدام أن يكون معامل التمدّد الحراري ملائماً لركازة الألومينا والفايبرغلاس. إنّ التركيب بيريليوم-أكسيد البيريليوم (E-Material) مصمّم للتطبيقات الإلكترونيّة، ويتميّز بأن له خاصيّة إضافيّة وهي أنّ معامل التمدّد الحراري يمكن أن يفصّل ليطابق مواد ركازات عدّة. إنّ أكسيد البيريليوم مفيد للعديد من التطبيقات التي تتطلّب وجود عازل كهربائي مع وجود ناقليّة حراريّة. من التطبيقات المقترحة لأكسيد البيريليوم الاستخدام من أجل زيادة الناقلية الحراريّة لحبيبات الوقود النووي من ثنائي أكسيد اليورانيوم.
كانت مركّبات البيريليوم تستخدم في السابق في تصنيع مصابيح الفلوريسنت، إلّا أنّ المخاطر الصحيّة التي كان العمّال يتعرّضون لها حدّت من هذا التطبيق.

## المخاطر
إنّ البيريليوم وأملاحه هي مواد سامّة ومسرطنة. إنّ التسمّم بالبيريليوم أو مرض البيريليوم المزمن Berylliosis هو مرض رئوي له شكل ورم حبيبي، ويحدث نتيجة استنشاق الغبار أو الدخان الملوّث بالبيريليوم. تحتاج أعراض هذا المرض إلى خمس سنوات كي تتطوّر، وإنّ حوالي ثلث المصابين بهذا المرض يلقون حتفهم، والباقين تحدث لهم إعاقات. صنّفت الوكالة الدوليّة لأبحاث السرطان (IARC) البيريليوم ومركّباته ضمن قائمة المسرطنات من المجموعة الأولى.
ظهر أوّل تقرير عن أعراض مرض البيريليوم الحاد على شكل التهاب الرئة في أوروبا سنة 1933 وفي الولايات المتحدّة سنة 1943. أظهر استقصاء سنة 1949 أنّ حوالي 5% من العاملين في المنشآت التي تصنع مصابيح الفلوريسنت في الولايات المتحدّة مصابين بأمراض رئويّة لها علاقة بالبيريليوم. يشبه مرض التسمّم بالبيريليوم المزمن مرض ساركويد في العديد من الوجوه، والتشخيص التفريقي بينهما صعب.
يمكن أن يوجد البيريليوم في الخبث الناتج عن الفحم. لذلك فإنّه عند استخدام هذا الخبث كمادّة كاشطة للدهان أو الصدأ من السطوح الصلبة، يمكن أن يصبح البيريليوم محمولاً في الهواء، وبالتالي مصدر من مصادر التلوّث.
يجب أخذ الحيطة والحذر عند التعامل مع البيريليوم أو مركّباته، حيث أنّها يمكن أن تسبّب سرطان الرئة. إنّ خطر التعرّض للبيريليوم ومركّباته قائم في مجال صناعة التجهيزات الفضائيّة والنوويّة، وفي تعدين فلزّ البيريليوم وتصنيع سبائكه، وفي التعامل مع المواد الحاوية على هذا العنصر.
طوّر اختبار من أجل الكشف عن البيريليوم في الهواء وعلى السطوح، ولقي إجماعاً عليه وأصبح اختباراً معياريّاً (ASTM D7202). تتضمّن العمليّة استخدام محلول ممدّد من بيفلوريد الأمونيوم من أجل حل والكشف التألّقي بارتباط البيريليوم إلى هيدروكسي بنزوكينولين المسلفن، ممّا يعطي كشف له حساسيّة أكبر بمئة مرّة من الطرق التقليديّة. تطبّق طريقة مشابهة لحل والكشف الحساس عن آثار من أكسيد البيريليوم المستخدم كمادّة حراريّة ومن البيريليوم الموجود في الصخور والتربة والترسّبات الجيولوجيّة (ASTM D7458).

## وصلات خارجية
- مقالة عن البيريليوم في الموسوعة العربية نسخة محفوظة 13 أغسطس 2017 على موقع واي باك مشين.